# Charles Hedger
Charles Hedger (nacido el 18 de septiembre de 1980) es un músico británico conocido por haber sido miembro de Cradle of Filth, actualmente de Mayhem y la banda sueca Shining

## Inicios
Charles Hedger mostró interés musical desde una edad temprana. Cuando tenía 13, su hermano le dio una copía de una cinta de una banda local en la cual algunos de sus amigos eran integrantes, el demo se llamaba The Principle of Evil Made Flesh, de una joven banda británica de heavy metal, Cradle of Filth. Luego obtuvo su primera guitarra y aprendió algunos riffs con la ayuda de un vecino, Paul Allender. Después de aprender mucho sobre la guitarra, a los 19 años, Charles decidió tomar la guitarra en serio, y se trasladó a Londres, donde fue aceptado en el Guitar Institute in London (Instituto de guitarra en Londres) para estudiar una licenciatura en Popular Music Performance BMus (Interpretación de Música Popular) en la guitarra. Se graduó en 2004.
Al año siguiente, su hermano murió, su muerte influenció grandemente a Charles quien continuó su carrera como guitarrista en honor a su hermano. Luego comenzó su propia banda, «End of Invention», en la que se desempeñó guitarrista y cantante. También comenzó a impartir clases de guitarra en el Instituto Colchester, y estudió composición y orquestación.

## Cradle of Filth

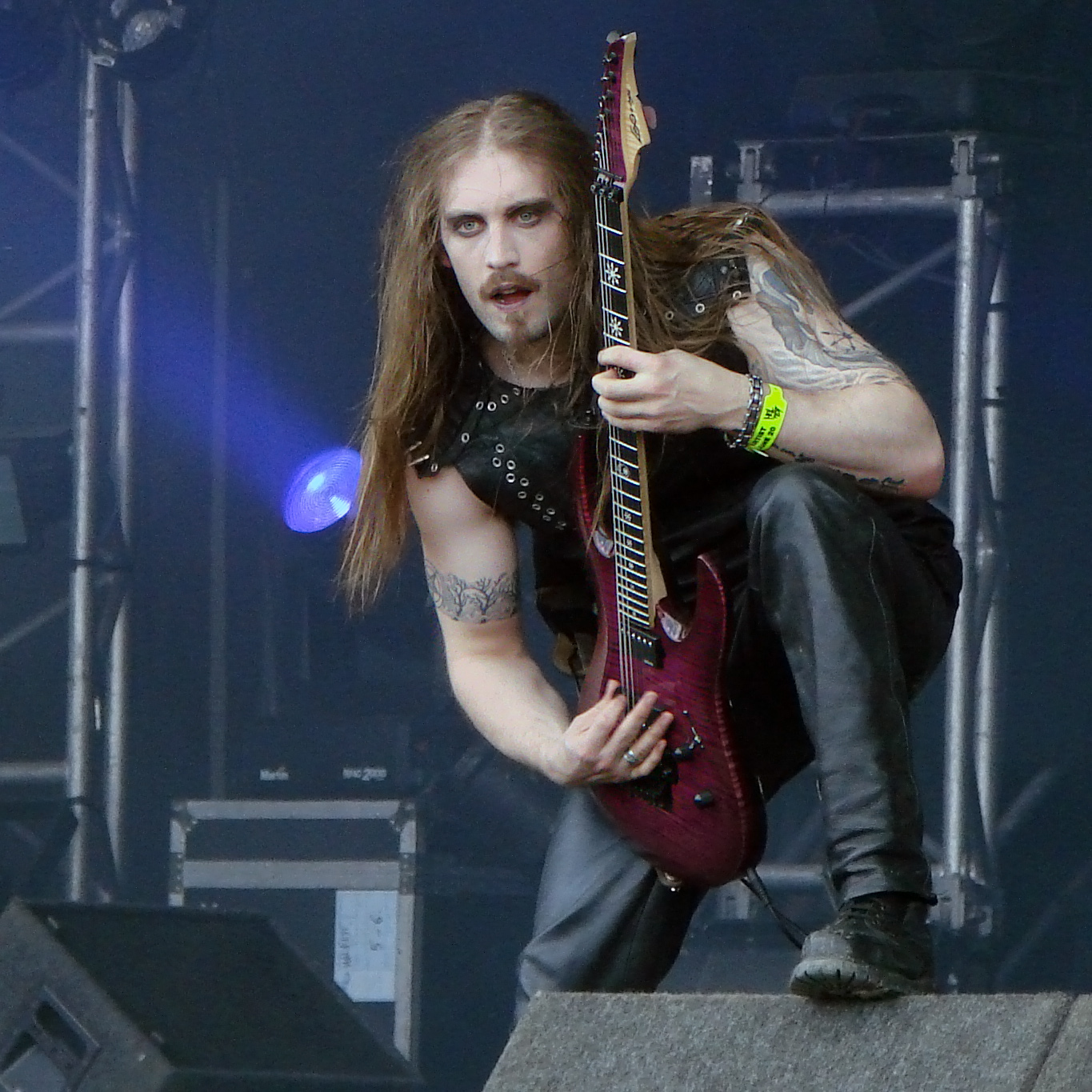
Cradle of Filth en Hellfest 2009: Charles Hedger en la guitarra.

En 2005, Charles recibió una llamada y se le pidió llenar el lugar de Dave Pybus, quien se ausentó por un breve período de la gira de Cradle of Filth en 2005. Aceptó, y se desempeñó en el bajo para Cradle of Filth en su gira 2005.
Tras el regreso de Dave Pybus, Hedger se posicionó como guitarrista rítmico de la banda hasta 2010.
Ahora es miembro en Cradle of Filth, así como en su propia banda, Imperial Vengeance, junto con David Bryan.

## Discografía

### ConCradle of Filth
- Thornography (2006)
- Godspeed of the Devil's Thunder  (2008)

### ConMayhem
- Esoteric Warfare (2014)
- Daemon (2019)